# Allée couverte du tombeau des Anglais
 Die Allée couverte du tombeau des Anglais (deutsch „Grab der Engländer“ – auch Brousse Noire –  deutsch „schwarzer Busch“ genannt) liegt etwa 1,3 km westlich von Merlins Grab am Nordrand des Waldes von Paimpont etwa 200 Meter südlich einer Straße im Département Ille-et-Vilaine in der Bretagne in Frankreich.

Der Wald von Paimpont

Sie ist nicht zu verwechseln mit der Allée couverte du Cimetière aux Anglais in Vauréal im Département Val-d’Oise und den auch Tombeau des Anglais genannten Galeriegräbern von Grézac im Département Lot-et-Garonne.
Das etwa 10 Meter lange Galeriegrab ist, unter anderem durch starken Bewuchs, in einem schlechten Zustand. Es hat 10–12 Schieferplatten, von denen sich nur wenige in situ befinden.